# صقلاب صوفي الثمار
الصُقْلاب الصوفي الثمار نوع نباتي عشبي ينتمي إلى جنس الصقلاب من الفصيلة الدفلية.

## الموئل والانتشار
موطنه الأصلي غرب الولايات المتحدة في ولايتي كاليفورنيا ونيفادا وولاية باخا كاليفورنيا المكسيكية.

## الوصف النباتي
النبات معمر ينتشر بالجذامير. ارتفاعه من 30 سم إلى متر واحد. الثمرة جرابية صوفية.